# Sielanka (obraz Witolda Pruszkowskiego)
Sielanka (Idylla) – obraz olejny Witolda Pruszkowskiego namalowany w 1880.
Obraz powstał w 1880 w Krakowie. Obecnie znajduje się w zbiorach Muzeum Narodowego w Krakowie (nr inw. MNK II-a-265) i prezentowany jest w Galerii Sztuki Polskiej XIX wieku w Sukiennicach. Wymiary dzieła wynoszą – wysokość: 251 cm, szerokość: 160 cm (z ramą – szerokość: 210 cm, wysokość: 302 cm, głębokość: 8 cm). Obraz ma format wydłużonego pionowego prostokąta, zwany ręcznikowym, przejęty ze szkoły monachijskiej. Na obrazie umieszczona jest sygnatura autorska Witold Pruszkowski / 1880 r. w Krakowie.
W twórczości Witolda Pruszkowskiego częstym motywem była tematyka fantastyczna, w tym świat rusałek i boginek. Na obrazie motyw sielanki, zaczerpnięty ze starożytnej twórczości Teokryta, połączony został z ludowością (strój krakowski, wierzby). Realistyczne przedstawienie postaci łączy się z obrazowaniem charakterystycznym dla symbolizmu.

## Udział w wydarzeniach
Obraz był lub jest prezentowany m.in. na poniższych wystawach:
- Skarby z kraju Chopina, 2015-02-06 – 2015-05-10; Muzeum Narodowe w Warszawie
- Skarby z kraju Chopina / edycja w Muzeum Narodowym w Seulu, 2015-06-04 – 2015-08-30; Muzeum Narodowe w Warszawie